# Tremarctos floridanus
Tremarctos floridanus, ocasionalmente chamado de urso-de-óculos-da-Flórida ou raramente de urso-de-face-curta-da-Flórida, é uma espécie extinta de urso na família Ursidae, subfamília Tremarctinae . T. floridanus foi endêmico da América do Norte desde o Plioceno até o início do Holoceno (4,9 milhões há 8.000 anos atrás), existindo por aproximadamente 4,9 milhões de anos.

## Distribuição e Ecologia
T. floridanus foi amplamente distribuído ao longo da costa do Golfo através da Flórida, ao norte do Tennessee e ao sul dos Estados Unidos até a Califórnia.
Arctodus (3 milhões – 11.000 anos atrás) foi uma espécie contemporânea e compartilhou seu habitat com T. floridanus em parte de sua área de distribuição. O parente vivo mais próximo do urso-de-óculos-da-Flórida é o urso-de-óculos da América do Sul, que vive nos Andes; eles são classificados junto com os enormes ursos-de-face-curta na subfamília Tremarctinae. Essa espécie desapareceu ao final da última era glacial, 10.000 anos atrás (possivelmente até 8.000 anos atrás em Devil's Den, na Flórida), devido a alguma combinação de mudança climática e caça pelos Paleo-índios recém-chegados no continente. Provavelmente, tinha hábitos similares aos do Tremarctos ornatus.

## Taxonomia
Originalmente, Gidley chamou esse animal de Arctodus floridanus em 1928. Foi recombinado no gênero Tremarctos como T. floridanus por Kurten (1963), Lundelius (1972) e Kurten e Anderson (1980).

## Distribuição fóssil
Locais e idades das amostras (não completo):
- Arroyo Seco (CU 45), Formação Palm Spring, Condado de San Diego, Califórnia 4,9-1,8 milhões de anos atrás
- Cumberland Cave, Allegany County, Maryland, de 1,8 milhões a 300.000 anos atrás
- Cutler Fossil Site, Condado de Miami-Dade, Flórida, 120.000—12.000 anos atrás[5]
- Devil's Den Cave, Condado de Marion, Flórida, cerca de 8.000 anos atrás
- Sítio Lecanto 2A, sítios paleontológicos do Condado de Citrus, Flórida, cerca de 300.000–11.000 anos atrás
- Local da pedreira de Ladd, Condado de Bartow, Geórgia, 1,8 milhões a 11.000 anos atrás
- Rock Spring Site, Orange County, Flórida, cerca de 100.000 a 11.000 anos atrás.